# Implosiva alveolar sorda
Una implosiva alveolar sorda es un sonido consonántico implosivo poco común que se utiliza en algunos idiomas hablados. El símbolo en el Alfabeto Fonético Internacional que representa este sonido es ⟨ ɗ̥ ⟩ o ⟨ tʼ↓ ⟩ . En 1993 se retiró una letra dedicada a este fonema en el AFI, ⟨ ƭ ⟩.

## Características
- Su forma de articulación es oclusiva, lo que significa que se produce obstruyendo el flujo de aire en el tracto vocal. Como la consonante también es oral, sin salida nasal, el flujo de aire está completamente bloqueado y la consonante es una oclusiva.
- Su lugar de articulación es alveolar, lo que significa que está articulado con la punta de la lengua sobre la cresta alveolar.
- Su fonación es sorda, lo que significa que las cuerdas vocales no vibran durante la articulación.
- Es una consonante oral, lo que indica que se permite que el aire escape solo por la boca.
- Es una consonante central, esto es, que es producido al dirigir el flujo de aire al centro de la lengua, en vez de sus extremos.
- El mecanismo de flujo de aire es implosivo (ingreso glotalico), lo que significa que se produce al aspirar aire bombeando la glotis hacia abajo. Dado que se expresa, la glotis no está completamente cerrada, pero permite que una corriente de aire pulmonar escape a través de ella.

## Ocurre en
| Idioma | Idioma | Palabra               | AFI     | Significado | Notas                                                  |
| ------ | ------ | --------------------- | ------- | ----------- | ------------------------------------------------------ |
| Mam    | Mam    | t'ut'an               | [ɗ̥ɯɗ̥aŋ] | 'terminar'  | Alterna entre [ɗ̥] y [tʼ].                              |
| Serer  | Serer  | [ ejemplo requerido ] |         |             | Contrastes con /ɓ̥, ɗ̥, ʄ̊, ɓ, ɗ, ʄ/.                     |
| Igbo   | Owere  | [ ejemplo requerido ] |         |             | Tiene un contraste de siete vías de /th t ɗ̥ dʱ d ɗ n/. |